# Груйтуйзен, Франц фон

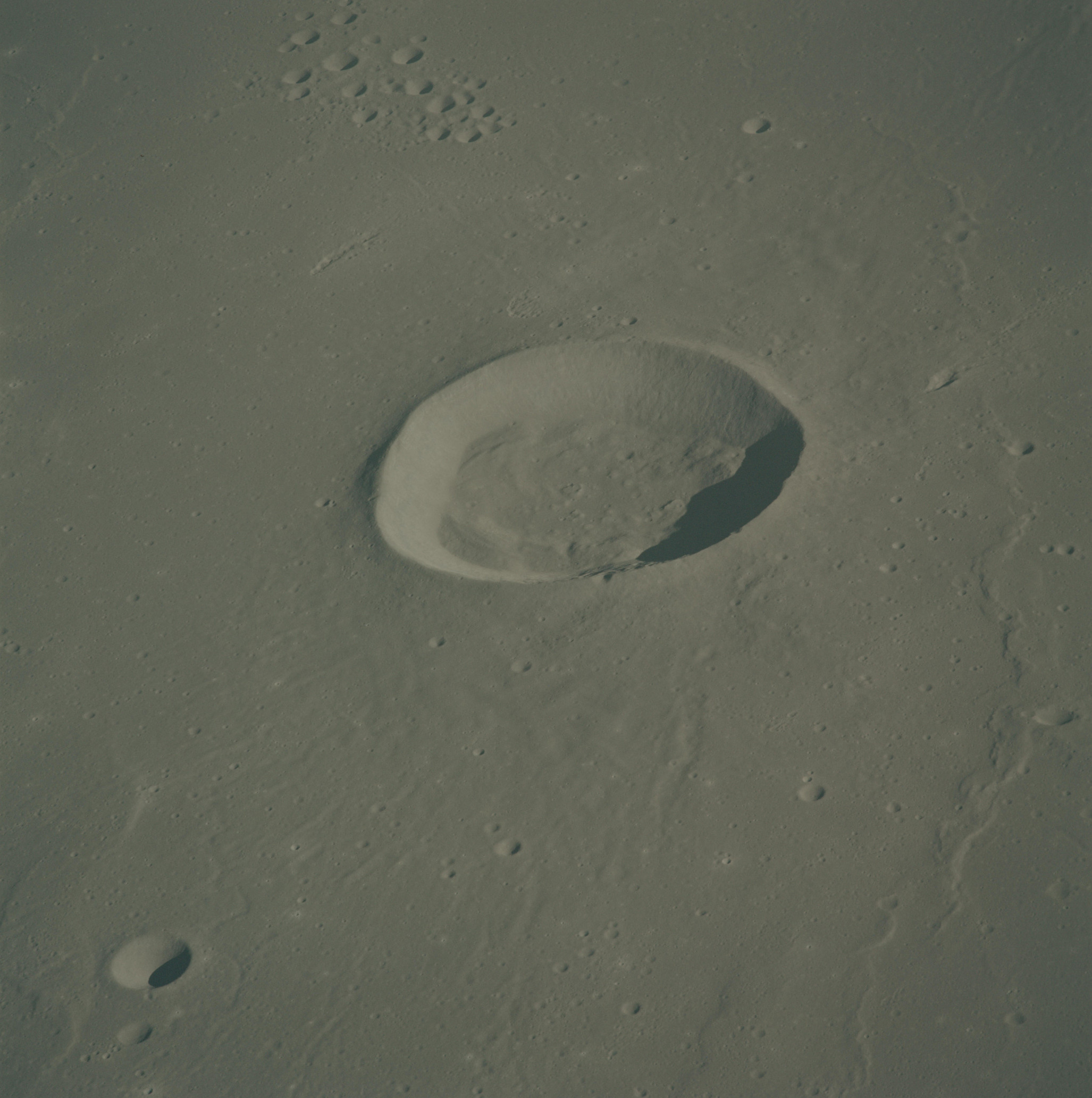
Кратер Груйтуйзен на Луне

Барон Франц фон Паула Груйтуйзен (нем. Franz von Paula Gruithuisen, произносится Хройтхойзен, лат. Franciscus de Paula; 19 марта 1774, замок Хальтенберг — 21 июня 1852, Мюнхен) — баварский врач и астроном. Учил студентов-медиков, прежде чем стал профессором астрономии Мюнхенского университета в 1826 году.

## Биография
Как многие учёные своего времени, полагал, что Луна является обитаемой. Произведённые им наблюдения лунной поверхности укрепили его убеждения после того, как он обнаружил, и затем и сообщил об открытии лунного города, расположенного к северу от кратера Шрётер, названного им Валлверк (сейчас это образование известно под названием Город Груйтуйзена). В этой области расположен ряд пересекающихся горных хребтов и в небольшой телескоп, подобный использованному им рефрактору, они могут быть восприняты как комплекс зданий и улиц. Результаты этих наблюдений были опубликованы в 1824 году в работе «Entdeckung vieler deutlicher Spuren der Mondbewohner», но были встречены с большим скептицизмом и были опровергнуты после наблюдений более мощными телескопами.
Помимо этого, им впервые наблюдались яркие образования около серпа Венеры и были высказаны предположения о метеоритном происхождении кратеров на Луне. Им также высказывалась идея о бурном произрастании джунглей на Венере, поскольку эта планета расположена ближе к Солнцу, чем Земля.
Именем учёного назван кратер на Луне.

## Труды
- Ueber die Existenz der Empfindung in den Köpfen und Rümpfen der Geköpften und von der Art, sich darüber zu belehren. — Augsburg, 1808.
- Anthropologie. — München, 1810.
- Organozoonomie. — München, 1811.
- Über die Natur der Kometen. — München, 1811.
- Beiträge zur Physiognosie und Eautognosie. — München, 1812.
- Über die Ursachen der Erdbeben. — Nürnberg, 1825.
- Analekten für Erd- u. Himmelskunde. — München, 1828—36.
- Der Mond und seine Natur. — München, 1844.